# Buried Alive match
Un Buried Alive match (match « enterré vivant » en français) est un type de match au catch créé par la World Wrestling Entertainment en raison du gimmick de The Undertaker. Pour l'emporter, il faut projeter l'adversaire dans un trou d'environ 180 cm de profondeur et ensuite l'enterrer à l'aide d'une pelleteuse remplie de terre. Il n'y a pas de disqualification et pas de décompte extérieur. Ce genre de match est très rare, il fut créé en 1996 et The Undertaker participa à chacun d'eux.  
Il y en eut six dans l'histoire de la WWE.

## Les six matchs
| I   | The Undertaker bat Mankind                                                                                 | In Your House 11: Buried Alive 20 octobre 1996 |
| II  | Stone Cold Steve Austin bat The Undertaker avec l'aide de Kane                                             | In Your House 26: Rock Bottom 13 décembre 1998 |
| III | The Undertaker et The Big Show battent Mankind et The Rock pour gagner le Championnat du monde par équipe  | SmackDown 9 septembre 1999                     |
| IV  | Vince McMahon bat The Undertaker avec l'aide de Kane                                                       | Survivor Series 2003 16 novembre 2003          |
| V   | Kane bat The Undertaker avec l'aide de The Nexus pour conserver le titre de champion du monde poids-lourds | Bragging Rights 2010 24 octobre 2010           |
| VI  | The Undertaker bat AJ Styles                                                                               | WrestleMania 36 4 avril 2020                   |